# Niphonympha albella
Niphonympha albella är en fjärilsart som beskrevs av Philipp Christoph Zeller 1847. Niphonympha albella ingår i släktet Niphonympha och familjen spinnmalar. Inga underarter finns listade i Catalogue of Life.